# زندوقة
زندوقة هي إحدى القرى اللبنانية من قرى قضاء بعبدا في محافظة جبل لبنان.
تبعد زندوقة 23 كيلومترا عن بيروت عاصمة لبنان. وترتفع 345 مترا عن سطح البحر.